# Saint-Rémy-sur-Durolle
Saint-Rémy-sur-Durolle település Franciaországban, Puy-de-Dôme megyében. Lakosainak száma 1760 fő (2022. január 1.). Saint-Rémy-sur-Durolle La Monnerie-le-Montel, Palladuc, Paslières, Saint-Victor-Montvianeix és Thiers községekkel határos.

## Népesség
A település népessége az elmúlt években az alábbi módon változott:
| Lakosok száma | 1798 | 1757 | 1764 | 1741 | 1747 | 1754 | 1753 | 1749 | 1760 |
|               | 2013 | 2015 | 2016 | 2017 | 2018 | 2019 | 2020 | 2021 | 2022 |